# 寺家庄镇
寺家庄镇，是中华人民共和国河北省石家庄市鹿泉区下辖的一个乡镇级行政单位。

## 行政区划
寺家庄镇下辖以下地区：
寺家庄村、东营东街村、东营西街村、东营北街村、南降壁村、岗上村、西龙贵村、南龙贵村、高迁西街村、高迁东街村、高迁北街村、东良政村、西良政村、平南村和平北村。

## 交通
- 京广铁路：平南站